# Christian Lopez
Christian Lopez (ur. 15 marca 1953 w Ajn Tumuszanat) – piłkarz francuski grający na pozycji środkowego obrońcy.

## Kariera klubowa
Lopez urodził się w Algierii, ale następnie wyemgirował do Francji. Karierę piłkarską rozpoczął w zespole AS Saint-Étienne. W 1969 roku awansował do kadry pierwszego zespołu, ale w pierwszej lidze francuskiej zadebiutował w 1971 roku. Od sezonu 1973/1974 był podstawowym zawodnikiem zespołu i wtedy też wywalczył swoje pierwsze dwa trofea w karierze: mistrzostwo i Puchar Francji (wystąpił w wygranym 2:1 finale z AS Monaco). W 1975 roku również sięgnął z Saint-Étienne po dublet (również wystąpił w wygranym finale pucharu, tym razem 2:0 z RC Lens). W 1976 roku po raz trzeci z rzędu został mistrzem kraju, a w 1977 roku zdobył trzeci krajowy puchar (90 minut w zwycięskim 2:1 finale ze Stade de Reims). W 1981 roku osiągnął swój ostatni sukces z ASSE – po raz czwarty w karierze został mistrzem Francji. W AS Saint-Étienne grał do 1982 roku. Łącznie w tym klubie rozegrał 350 meczów i strzelił 21 goli.
W 1982 roku Lopez przeszedł do Toulouse FC, ówczesnego beniaminka pierwszej ligi. Barw Toulouse bronił przez trzy sezony, jednak nie osiągnął w tym klubie większych sukcesów. W 1985 roku odszedł do Montpellier HSC, gdzie grał przez sezon. Następnie występował w US Montélimar, a karierę sportową zakończył w 1990 roku jako zawodnik JS Cugnaux.
| Sezon   | Klub             | Kraj    | Rozgrywki | Mecze | Bramki |
| ------- | ---------------- | ------- | --------- | ----- | ------ |
| 1971/72 | AS Saint-Étienne | Francja | Ligue 1   | 19    | 0      |
| 1972/73 | AS Saint-Étienne | Francja | Ligue 1   | 18    | 1      |
| 1973/74 | AS Saint-Étienne | Francja | Ligue 1   | 23    | 4      |
| 1974/75 | AS Saint-Étienne | Francja | Ligue 1   | 37    | 4      |
| 1975/76 | AS Saint-Étienne | Francja | Ligue 1   | 38    | 1      |
| 1976/77 | AS Saint-Étienne | Francja | Ligue 1   | 38    | 4      |
| 1977/78 | AS Saint-Étienne | Francja | Ligue 1   | 36    | 2      |
| 1978/79 | AS Saint-Étienne | Francja | Ligue 1   | 38    | 2      |
| 1979/80 | AS Saint-Étienne | Francja | Ligue 1   | 27    | 1      |
| 1980/81 | AS Saint-Étienne | Francja | Ligue 1   | 38    | 1      |
| 1981/82 | AS Saint-Étienne | Francja | Ligue 1   | 38    | 1      |
| 1982/83 | Toulouse FC      | Francja | Ligue 1   | 37    | 6      |
| 1983/84 | Toulouse FC      | Francja | Ligue 1   | 31    | 1      |
| 1984/85 | Toulouse FC      | Francja | Ligue 1   | 11    | 0      |
| 1985/86 | Montpellier HSC  | Francja | Ligue 1   | 24    | 2      |

## Kariera reprezentacyjna
W reprezentacji Francji Lopez zadebiutował 26 marca 1975 roku w wygranym 2:0 towarzyskim spotkaniu z Węgrami. W 1978 roku został powołany przez selekcjonera Michela Hidalgo do kadry na Mistrzostwa Świata w Argentynie. Na tym turnieju rozegrał dwa spotkania: przegrane 1:2 z Argentyną i wygrane 1:0 z Węgrami, w którym zdobył swojego jedynego gola w reprezentacji. W 1982 roku również był w kadrze Francji na turniej Mistrzostw Świata. Był tam rezerwowym obrońcą i zagrał w czterech meczach: z Anglią (1:3), Kuwejtem (4:1), półfinale z RFN (3:3, karne 4:5) oraz o 3. miejsce z Polską (2:3), który był jego ostatnim w kadrze narodowej. Łącznie rozegrał w niej 39 spotkań i strzelił jedną bramkę..